# Fuerte poligonal
Un fuerte poligonal es un tipo de fortificación que se originó en Francia a finales del siglo XVIII y se desarrolló completamente en Alemania en la primera mitad del siglo XIX. A diferencia de los fuertes anteriores, los fuertes poligonales no tenían bastiones, lo que resultó ser vulnerable. Como parte de las fortalezas circulares, las fortalezas poligonales generalmente se organizaban en un anillo alrededor del lugar que debían proteger, de modo que cada fortaleza pudiera sostener a sus vecinos. El concepto de fuerte poligonal demostró ser adaptable a las mejoras en la artillería que podrían usarse contra ellos, y continuaron construyéndose y reconstruyéndose hasta bien entrado el siglo XX.

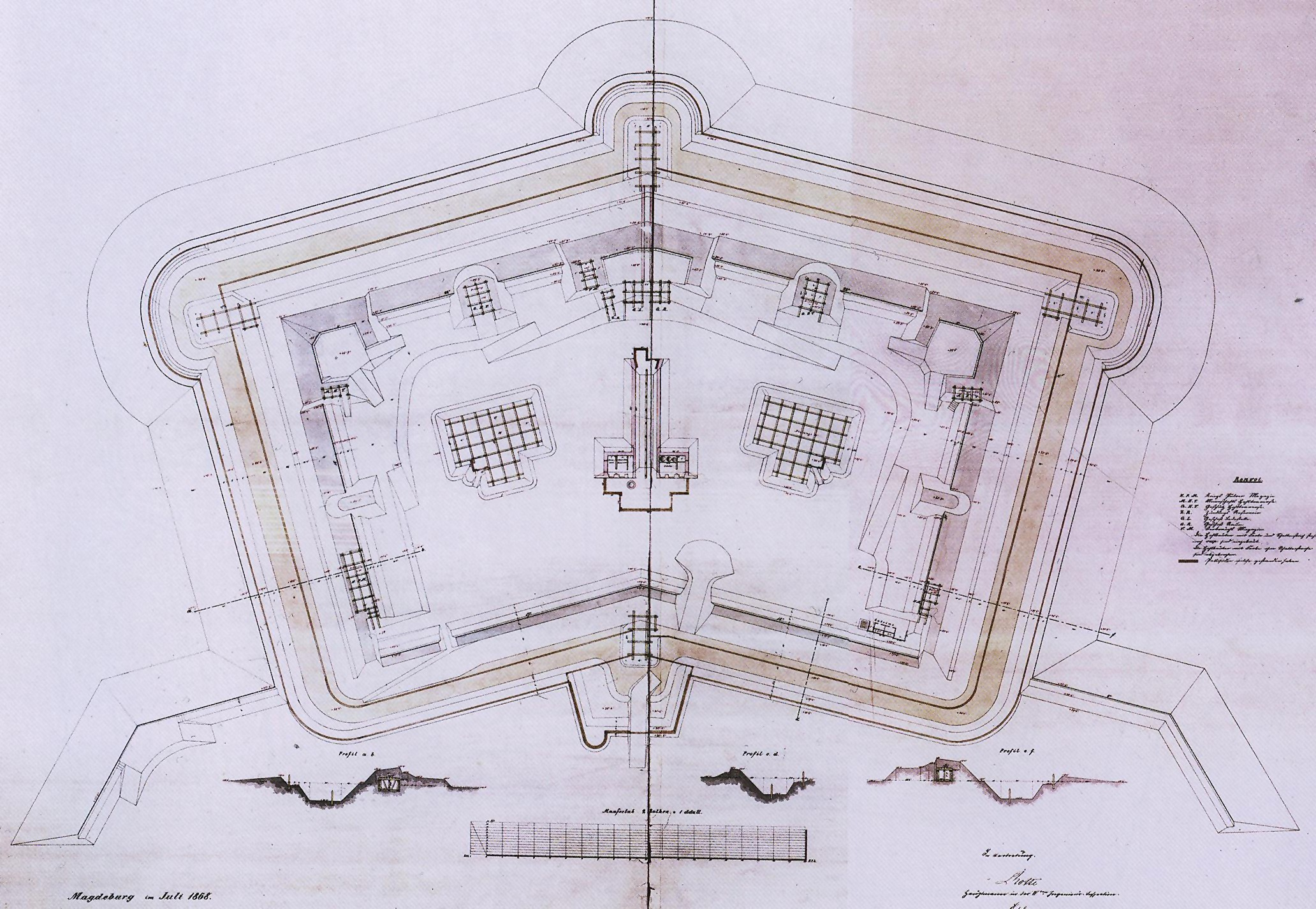
Plano de 1868 del Fuerte I de la fortaleza circular de Magdeburgo, típico de los fuertes poligonales de mediados del.

## Deficiencias del sistema de bastión

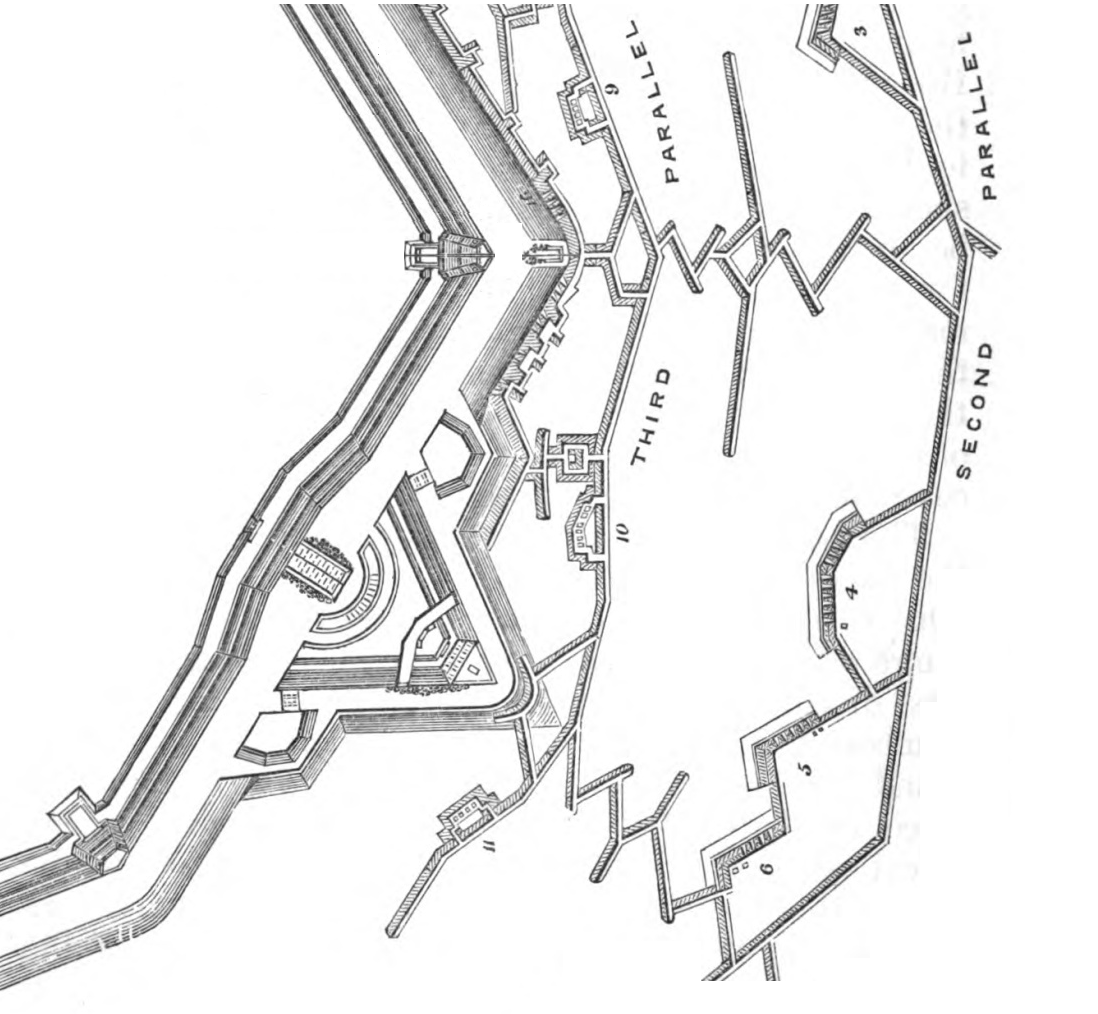
Un diagrama que muestra el método de Vauban para acercarse a una fortificación enemiga usando sapas y paralelos.

El sistema de baluartes de fortificación había dominado el pensamiento militar desde su introducción en la Italia del siglo XVI, hasta las primeras décadas del siglo XIX. El ingeniero francés Sébastien Le Prestre de Vauban, también ideó un método eficaz para derrotarlos. Antes de Vauban, los sitiadores habían conducido una sapa (trinchera excavada) hacia el fuerte, hasta llegar al glacis, donde se podía colocar la artillería, directamente para disparar contra la pared escarpada, para abrir una brecha. Vauban usó la sapa para crear tres líneas sucesivas de trincheras que rodean el fuerte, conocidas como "paralelos". Los dos primeros paralelos redujeron la vulnerabilidad del trabajo de debilitamiento a una salida de los defensores, mientras que el tercer paralelo permitió a los sitiadores lanzar su ataque desde cualquier punto de su circunferencia. El refinamiento final ideado por Vauban se utilizó por primera vez en el Asedio de Ath en 1697, cuando colocó su artillería en el tercer paralelo, en un punto cercano a los bastiones, desde donde podían rebotar su disparo por el interior del parapeto, desmontando las armas enemigas y matando a los defensores.
Otros ingenieros europeos adoptaron rápidamente el sistema Vauban de tres paralelos, que se convirtió en el método estándar y demostraría ser casi infalible. Vauban diseñó tres sistemas de fortificación, cada uno con un sistema más elaborado de obras exteriores, que tenían como objetivo evitar que los sitiadores enfilaran los bastiones. Durante el siglo siguiente, otros ingenieros intentaron sin éxito perfeccionar el sistema de bastión para anular el tipo de ataque de Vauban. Durante el siglo XVIII, se descubrió que el enceinte continuo, o el recinto defensivo principal de una fortaleza bastión, no podía hacerse lo suficientemente grande para acomodar los enormes ejércitos de campaña que se empleaban cada vez más en Europa, ni tampoco las defensas podían construirse lo suficientemente lejos. lejos de la ciudad fortaleza para proteger a los habitantes del bombardeo de los sitiadores, el alcance de sus armas aumentaba constantemente a medida que se introducían armas mejor fabricadas.

## Teorías de Montalembert y Carnot

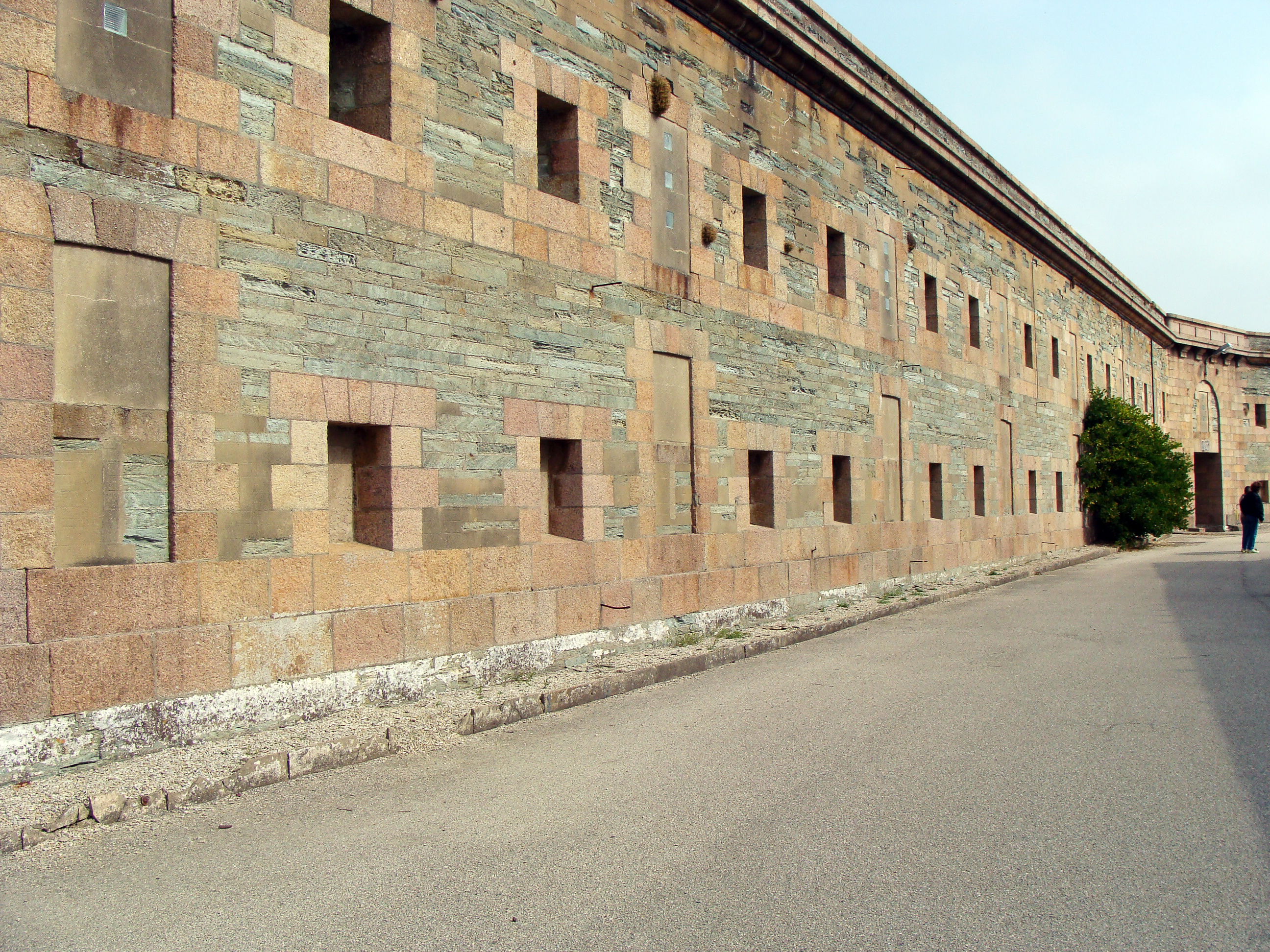
Fuerte de Querqueville, uno de los fuertes costeros de Cherburgo, que se basó en el sistema de Montalembert.

Marc René, marqués de Montalembert (1714-1800) concibió un sistema para evitar que un oponente estableciera sus atrincheramientos paralelos mediante un aplastante bombardeo de artillería de un gran número de cañones, que debían protegerse del fuego de respuesta. Los elementos de su sistema eran la sustitución de baluartes por tenailles, dando como resultado una línea defensiva en zigzag, permitiendo llevar el máximo número de cañones y la provisión de torres de cañones o reductos (pequeños fuertes), delante de la línea principal, cada uno con una potente batería de artillería. Todos los cañones se iban a montar en casamatas de mampostería de varios pisos, cámaras abovedadas construidas en las murallas de los fuertes. La defensa de las acequias se haría mediante caponeras, galerías cubiertas que se proyectan hacia la acequia con numerosas aspilleras para armas pequeñas, que compensan la pérdida de los baluartes con su fuego de flanqueo. Montalembert argumentó que los tres elementos proporcionarían fuego ofensivo de largo alcance desde la cortina principal con casema, defensa en profundidad de los fuertes o torres separados y defensa cercana de los caponeras. Montalembert describió sus teorías en una obra de once volúmenes llamada La Fortification Perpendiculaire que se publicó en París entre 1776 y 1778. Resumió los beneficios de su sistema así; "... todo está expuesto al fuego del sitiado, que en todas partes es superior al del sitiador, y este último no puede dar un paso sin ser alcanzado por todos lados".
Nunca se intentó una realización completa de los ambiciosos planes de Montalembert para una gran fortaleza interior. Casi inmediatamente después de la publicación, se estaban haciendo traducciones no oficiales al alemán del trabajo de Montalembert y se estaban distribuyendo entre los oficiales del ejército de Prusia. En 1780, Gerhard von Scharnhorst, un oficial de Hannover que pasó a reformar el ejército prusiano, escribió que "Todos los expertos extranjeros en asuntos militares y de ingeniería saludan el trabajo de Montalembert como el logro más inteligente y distinguido en fortificación durante los últimos cien años. muy diferente en Francia". El establecimiento militar francés conservador estaba unido a los principios establecidos por Vauban y las mejoras realizadas por sus seguidores posteriores, Louis de Cormontaigne y Charles Louis de Fourcroy. La poca influencia política que tuvo el aristocrático Montalembert durante el Antiguo Régimen se perdió tras la Revolución francesa de 1792.

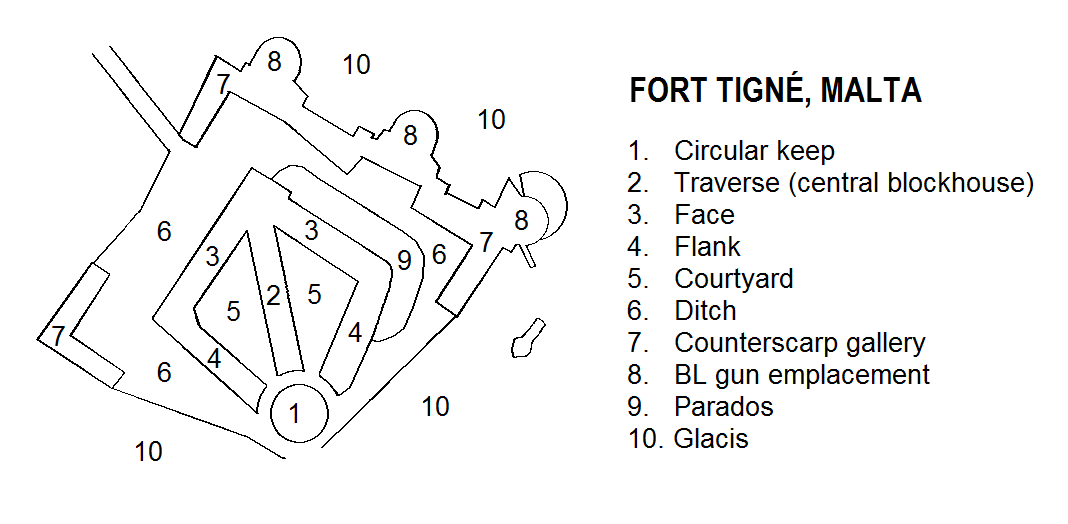
Un plano simplificado del Fuerte Tigné, Malta, considerado como el primer verdadero fuerte poligonal. Los emplazamientos de armas marcados con "8" son adiciones posteriores.

A pesar del conservadurismo del cuerpo de ingenieros francés, dos ingenieros franceses experimentaron en una escala modesta con las ideas de Montalembert para los fuertes independientes. Jean Le Michaud d'Arçon, irónicamente uno de los detractores de Montalembert, diseñó y construyó una serie de lunetos (una obra exterior que se asemeja a un bastión independiente) que estaban de acuerdo con los conceptos de Montalembert. Estos lunetos se construyeron en Mont-Dauphin, Besanzón, Perpiñán y otras fortalezas fronterizas, comenzando en 1791 poco antes de la Revolución. En el mismo año, Antoine Étienne de Tousard asumió un cargo en Malta como ingeniero de la Orden de San Juan y recibió instrucciones de diseñar un pequeño fuerte para comandar la entrada al puerto de Marsamxett llamado Fuerte Tigné. Se desconoce exactamente cómo Tousard se familiarizó con el diseño de la luneta de d'Arcon, pero el parecido es demasiado cercano para ser una coincidencia. Era, como las obras de d'Arcon, de planta cuadrilátera, dividida por una travesía con torreón circular en la parte trasera y el foso circundante estaba protegido por galerías en contraescarpa. El Fuerte Tigné, sin embargo, era un fuerte totalmente defendible y autónomo, más grande y más sofisticado que las afueras de d'Arcon, y se considera como el primer fuerte poligonal verdadero.

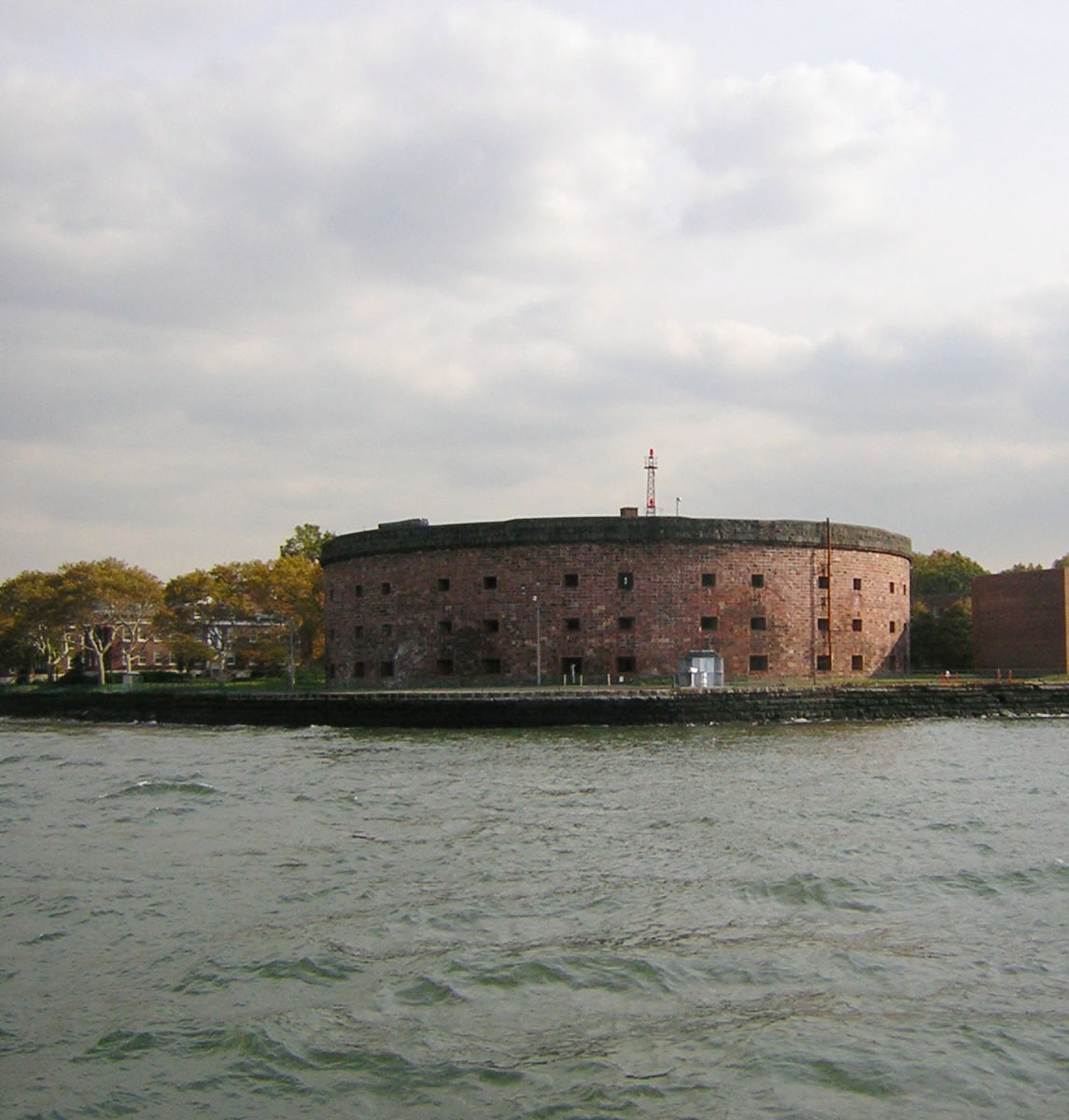
Castle Williams en el puerto de Nueva York, construido a partir de 1807 según el sistema de Montalembert

También se permitió que el trabajo de Montalembert tomara forma concreta durante su vida en el campo de la fortificación costera. En 1778, recibió el encargo de construir un fuerte en la Île-d'Aix, defendiendo el puerto de Rochefort, Charente-Maritime. El estallido de la guerra anglo-francesa le obligó a construir apresuradamente su fuerte casamatado de madera, pero pudo demostrar que sus bien diseñadas casamatas eran capaces de operar sin asfixiar a los artilleros con humo, una de las principales objeciones de sus detractores. Las defensas de la nueva base naval de Cherburgo se construyeron posteriormente de acuerdo con su sistema. Después de ver los fuertes costeros de Montalembert, el ingeniero estadounidense Jonathan Williams adquirió una traducción de su libro y lo llevó a los Estados Unidos, donde inspiró el Segundo y Tercer Sistema de fortificación costera; el primer ejemplo completamente desarrollado fue Castle Williams en el puerto de Nueva York, que se inició en 1807.
Lazare Carnot era un hábil ingeniero francés, cuyo apoyo a Montalembert había obstaculizado su carrera militar inmediatamente después de la Revolución. Asumiendo la política, fue nombrado Ministro de Guerra en 1800 y se retiró de la vida pública dos años después. En 1809, Napoleón I le pidió que escribiera un manual para los comandantes de fortalezas, que se publicó al año siguiente con el título De la défense des places fortes. Aunque apoyaba ampliamente a Montalembert y rechazaba el sistema de bastión, Carnot propuso que los preparativos de un atacante debían ser interrumpidos por incursiones masivas de infantería, apoyadas por una lluvia de fuego de alto ángulo de morteros y obuses. Algunas de las innovaciones de Carnot, como el muro de Carnot, un muro con aspilleras al pie de la cara escarpada de la muralla, para albergar a la infantería defensora, se utilizaron en muchas fortificaciones posteriores, pero siguieron siendo controvertidas.

## Sistema prusiano

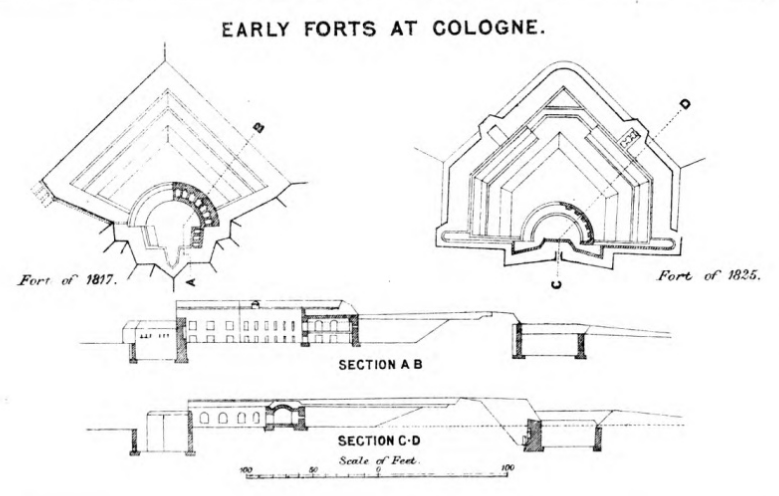
Los primeros tipos de fuertes poligonales prusianos construidos en Colonia en 1817 y 1825.

Después de la caída final de Napoleón I en 1815, el Congreso de Viena fundó la Confederación Germánica, una alianza de los numerosos estados alemanes, dominada por el Reino de Prusia y el Imperio austríaco. Su prioridad era establecer un sistema defensivo con las Fortalezas de la Confederación Alemana contra Francia en el oeste y Rusia en el este. Los prusianos comenzaron en el oeste reforzando las ciudades fortaleza de Coblenza (en alemán: Koblenz)y Colonia (en alemán: Köln), ambos importantes puntos de cruce en el río Rin, bajo la dirección de Ernst Ludwig von Aster y asistidos por Gustav von Rauch, ambos partidarios del sistema de Montalembert. Claramente influenciadas por Montalembert y Carnot, la característica novedosa de estas nuevas obras fue que estaban rodeadas por fuertes, cada uno a varios cientos de metros del enciente original, cuidadosamente ubicados para aprovechar al máximo el terreno y ser capaces de apoyarse mutuamente. con los fuertes vecinos. Las nuevas fortificaciones establecieron el principio de la fortaleza del anillo o la fortaleza del cinturón.

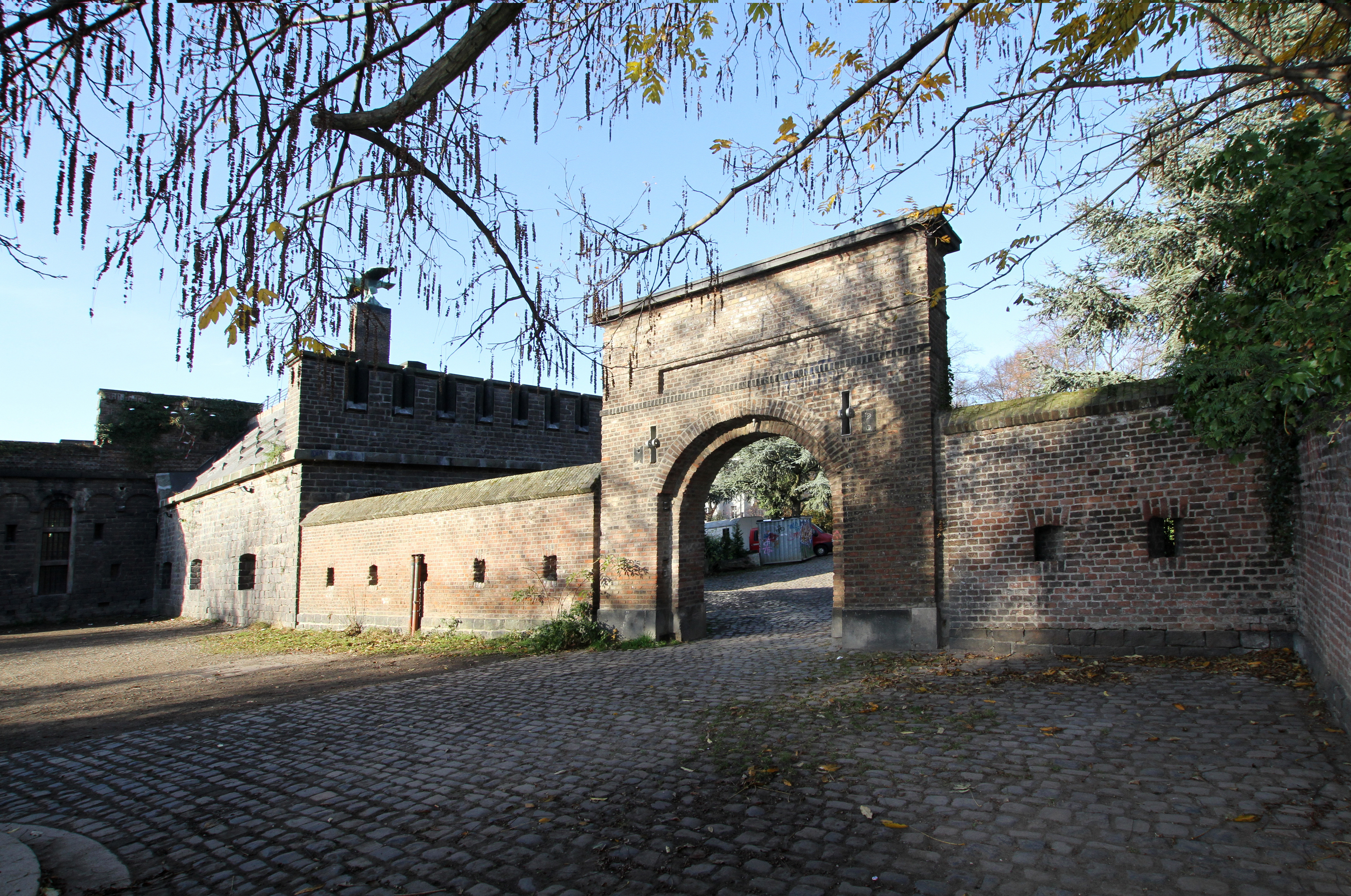
Fuerte I de la fortaleza circular de Colonia en Neustadt-Süd, que muestra la puerta en la pared del desfiladero, protegida por el reducto de la izquierda.

Los fuertes separados eran polígonos de cuatro o cinco lados en planta, con las caras frontales de la muralla en ángulo de 95°. La parte trasera o desfiladero del fuerte se cerró con un muro de mampostería, suficiente para repeler un ataque sorpresa de la infantería pero fácilmente demolido por la artillería de los defensores en caso de que el fuerte fuera capturado por los atacantes. En el centro de la muralla del desfiladero había un reduit o torreón, provisto de casamatas para cañones que podían disparar sobre la muralla oa lo largo de los flancos para sostener los siguientes fuertes de la cadena. Los encientes bastionados originales de estas fortalezas se conservaron inicialmente o incluso se reconstruyeron para evitar que un atacante se infiltrara entre las fortalezas periféricas y tomara la fortaleza por un golpe de Estado. Más tarde, algunos ingenieros pensaron que un simple atrincheramiento sería suficiente o que no era necesaria ninguna defensa interna; el tema siguió siendo un tema de debate durante algunas décadas. En cualquier caso, pocas ciudades europeas que atraviesan la rápida expansión provocada por la Revolución Industrial aceptarían de buen grado la restricción a su crecimiento provocada por una línea continua de murallas. Aster insistió en que su nueva técnica "no debe considerarse... como un sistema particular", pero este tipo de fortaleza circular se conoció como el Sistema Prusiano. Los ingenieros austriacos adoptaron un enfoque similar, aunque diferían en algunos detalles; el sistema prusiano y el austriaco se conocían juntos como el sistema alemán.

## Lecciones de la guerra de Crimea
La Guerra de Crimea (octubre de 1853 a febrero de 1856) fue librada por el Imperio ruso y una alianza del Imperio otomano, Francia, Gran Bretaña y Cerdeña. Las fortificaciones rusas, que incluían algunos avances modernos, se probaron contra la última artillería británica y francesa. En Sebastopol, el centro del esfuerzo aliado, los rusos habían planeado una fortaleza moderna, pero se había hecho poco trabajo y en su lugar se construyeron rápidamente movimientos de tierra. Se descubrió que el movimiento de tierras más grande y complejo, el Gran Redan, era en gran parte resistente a los bombardeos británicos y difícil de transportar por asalto. En el momento del desembarco de los aliados se había completado una sola obra de piedra, la Torre Malakoff, que resultó ser impermeable a los bombardeos, pero finalmente fue llevada por la infantería francesa en un golpe de Estado. En la batalla de Kinburn (1855), una flota anglo-francesa emprendió un bombardeo de la fortaleza rusa que custodiaba la desembocadura del río Dniéper. El arma más exitosa fue el cañón Paixhans, que estaba montado sobre baterías flotantes acorazadas. Estos cañones fueron los primeros en poder disparar proyectiles explosivos a baja trayectoria y consiguieron devastar las murallas abiertas de los fuertes, provocando su rendición en cuatro horas. Los intentos británicos de someter los fuertes rusos con casamatas en Kronstadt y otras fortificaciones en el Mar Báltico utilizando cañones navales convencionales tuvieron mucho menos éxito.

## Impacto de la artillería estriada

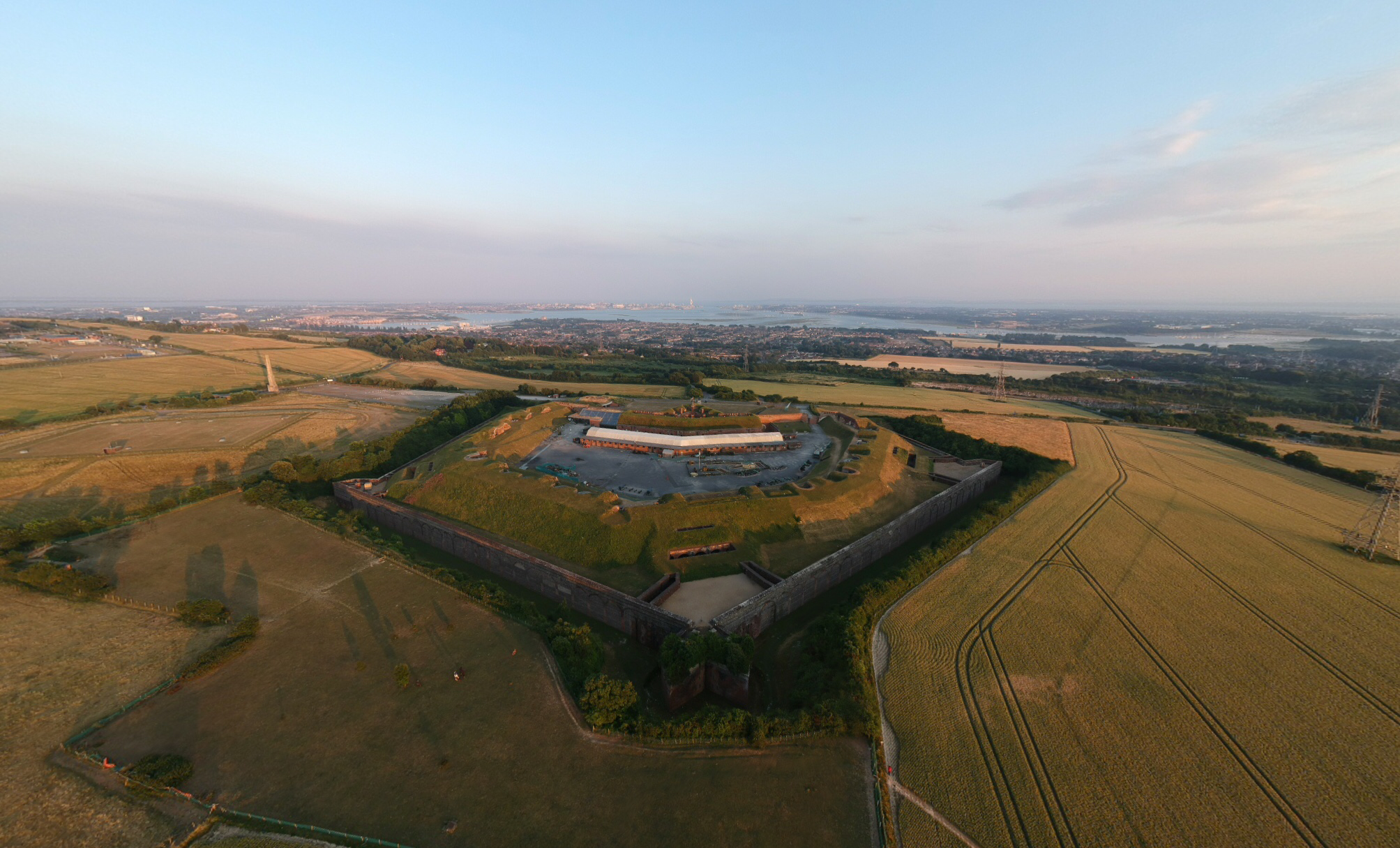
Fuerte Nelson en Portsmouth, uno de los fuertes de Palmerston construido en el Reino Unido en la década de 1860.

Los primeros diseños de artillería estriada se desarrollaron de forma independiente durante las décadas de 1840 y 1850 por varios ingenieros en Europa. Estas armas ofrecían un alcance, precisión y poder de penetración mucho mayores que los cañones de ánima lisa que estaban en uso. El primer uso efectivo de pistolas estriadas fue durante la Segunda guerra de la Independencia italiana en 1859, cuando los franceses las usaron contra los austriacos. Los austriacos se dieron cuenta rápidamente de que los fuertes periféricos de sus fortalezas de anillo estaban ahora demasiado cerca para evitar que un enemigo bombardeara una ciudad sitiada y en Verona, agregaron un segundo círculo de fuertes, aproximadamente 1.6 km adelante del anillo existente.
Los británicos estaban preocupados por una invasión francesa y en 1859 nombraron la Comisión Real de Defensa del Reino Unido para fortificar los astilleros navales del sur de Inglaterra. Los expertos de la comisión, encabezados por Sir William Jervois, entrevistaron a Sir William Armstrong, un importante desarrollador y fabricante de artillería estriada y pudieron incorporar sus consejos en sus diseños. Los fuertes anulares de Plymouth y Portsmouth se establecieron más lejos que los diseños prusianos en los que se basaban y las casamatas de las baterías costeras estaban protegidas por escudos blindados compuestos, probados para ser resistentes a los últimos proyectiles pesados.

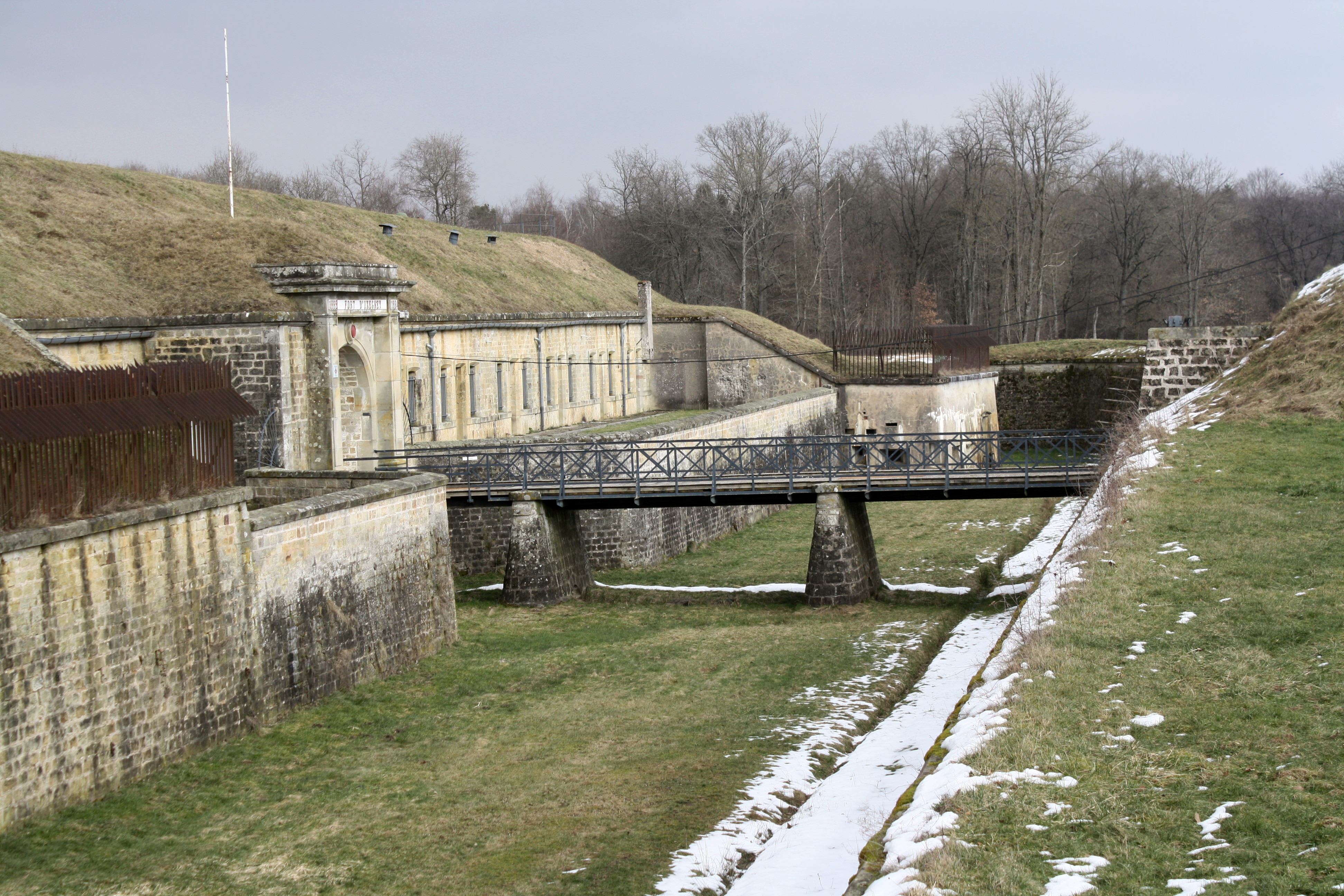
El desfiladero o interior del Fuerte d'Uxegney, que muestra las casamatas de alojamiento fuertemente protegidas típicas del sistema Séré de Rivières.

En los Estados Unidos, se había decidido en una etapa temprana que no sería práctico proporcionar fortificaciones terrestres para ciudades en rápida expansión, pero se había hecho una inversión considerable en defensas frente al mar en forma de baterías casemadas de varios niveles, originalmente basadas en Montalembert. diseños. Durante la guerra civil estadounidense de 1861 a 1865, se descubrió que la mampostería expuesta de estas baterías costeras era vulnerable a la artillería estriada moderna; el Fuerte Pulaski fue rápidamente violado por solo diez de estas armas. Por otro lado, los movimientos de tierra construidos apresuradamente de las fortificaciones hacia tierra demostraron ser mucho más resistentes; la guarnición del Fuerte Wagner pudo resistir durante 58 días detrás de murallas construidas con arena.
En Francia, el establecimiento militar se aferró al concepto de sistema de bastión. Entre 1841 y 1844, se construyó alrededor de París un inmenso vestigio baluarte, el Muro de Thiers. Era una única muralla de 33 km de largo reforzada por 94 bastiones. Los principales accesos a la ciudad fueron defendidos además por varios fuertes baluartes periféricos, diseñados para una defensa completa pero no ubicados para apoyarse mutuamente. En la Guerra franco-prusiana de 1870, los invasores prusianos pudieron rodear París después de tomar algunos de los fuertes exteriores y luego bombardear la ciudad y su población con sus cañones de asedio estriados, sin la necesidad de un asalto costoso.
Tras la derrota, los franceses adoptaron tardíamente una versión del sistema poligonal en un enorme programa de fortificación que comenzó en 1874, bajo la dirección del general Raymond Adolphe Séré de Rivières. Los fuertes poligonales típicos del sistema Séré de Rivières tenían cañones protegidos por armaduras de hierro o torretas Mougin giratorias. La mampostería vulnerable de las casamatas de alojamiento se construyó de espaldas a un oponente, protegida en lo alto por grandes montículos de tierra, de 5.5 m de profundidad. El programa incluía la construcción de fortalezas circulares alrededor de París y la vigilancia de los cruces fronterizos, a menudo alrededor de las fortificaciones de la era de Vauban; la pérdida de Alsacia-Lorena a manos de los prusianos creó la necesidad de una nueva zona defensiva, descrita como una "barrera de hierro". También se estaban construyendo fuertes similares en Alemania, diseñado por Hans Alexis von Bichler.

## La "crisis del proyectil torpedo"

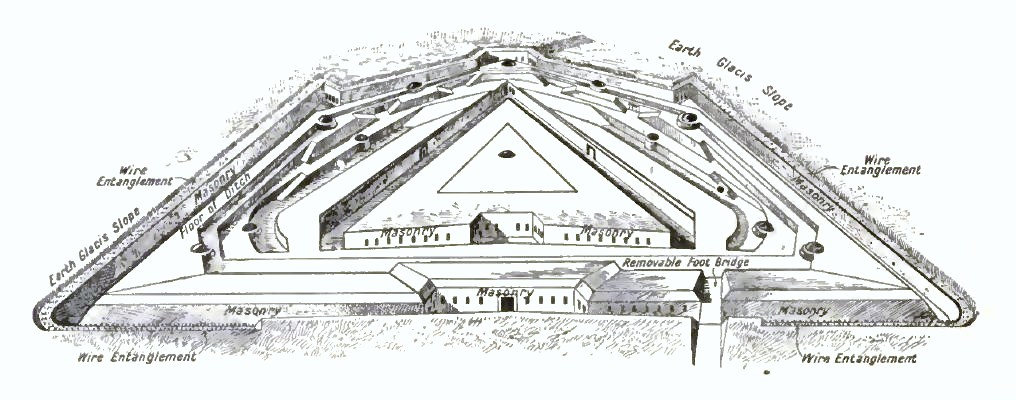
Un fuerte belga típico diseñado por Henri Alexis Brialmont en la década de 1880, que muestra el plano ampliamente triangular que él favorecía.

Desde mediados del siglo XIX, los químicos produjeron los primeros compuestos altamente explosivos, a diferencia de los explosivos de baja potencia como la pólvora. El primero de ellos, la nitroglicerina y, a partir de 1867, la dinamita, resultó ser demasiado inestable para ser disparado con un arma sin explotar en el cañón. En 1885, el químico francés Eugène Turpin, patentó una forma de ácido pícrico, que demostró ser lo suficientemente estable como para usarse como carga explosiva en proyectiles de artillería. Estos proyectiles habían evolucionado recientemente de la esfera tradicional de hierro a un cilindro puntiagudo, en ese momento conocido como "proyectil de torpedo" (granada rompedora). La combinación de estos, combinada con nuevas espoletas de acción retardada, significaba que los proyectiles podían enterrarse profundamente bajo la superficie de un fuerte y luego explotar con una fuerza sin precedentes. La constatación de que esta nueva tecnología hacía vulnerables incluso a los fuertes más modernos se conoció como la "crisis del proyectil torpedo". Las grandes potencias de la Europa continental se vieron obligadas a emprender programas enormemente costosos de construcción de fortificaciones y reconstrucción con diseños que se calcularon para contrarrestar esta última amenaza.
En Francia, las fortalezas recién terminadas comenzaron a renovarse, con gruesas capas de hormigón reforzando las murallas y los techos de las revistas y los espacios de alojamiento. Los belgas no habían comenzado sus nuevas fortificaciones cuando se conoció la efectividad de las nuevas municiones y su ingeniero jefe, Henri Alexis Brialmont, pudo incorporar contramedidas en su diseño. Los fuertes de Brialmont eran de planta triangular y hacían un uso extensivo de concreto con el armamento principal montado en torretas giratorias conectadas por túneles. Los franceses y belgas asumieron que los nuevos fuertes debían ser capaces de resistir cañones de asedio de hasta un calibre de 21 cm ya que era el arma móvil más grande en uso. En Alemania, después de actualizar sus fuertes Bichler con capas de arena y concreto y construir otros al estilo de Brialmont, surgió un nuevo diseño, en el que las posiciones de artillería e infantería de los fuertes se dispersarían en el paisaje, conectadas solo por trincheras o túneles y sin un enciente continuo. Este tipo de posición fortificada se llamó feste y fue el resultado del trabajo de varios teóricos alemanes, pero se materializó bajo Colmar von der Goltz, quien fue nombrado inspector general de Fortificaciones en 1898.

## Guerras Mundiales

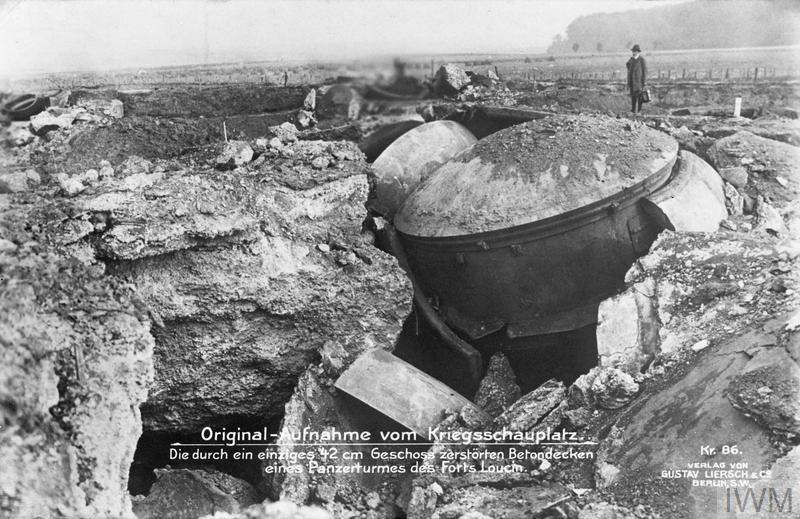
Daño de un obús de 42 cm a una torreta Mougin en el Fuerte de Loncin durante la Batalla de Lieja en agosto de 1914.

### Primera Guerra Mundial
Al comienzo de la Primera Guerra Mundial en agosto de 1914, el ejército alemán cruzó a la neutral Bélgica con el objetivo de flanquear las fortificaciones de la frontera francesa. En su camino estaba la posición fortificada de Lieja, una fortaleza circular construida por Brialmont con una circunferencia de 46 km que los alemanes alcanzaron el 4 de agosto. Los repetidos intentos de pasar infantería masiva a través de los intervalos entre los fuertes resultaron en la captura de la ciudad de Lieja el 7 de agosto, a costa de 47500 bajas alemanas, pero sin que se tomara ninguno de los fuertes. Los fuertes solo fueron sometidos por la llegada de obuses de asedio Gamma Mörser súper pesados de 42 cm y otras armas grandes, que fueron capaces de aplastar las torretas blindadas y penetrar los espacios habitables de concreto; el último fuerte se rindió el 16 de agosto. La posición fortificada de Namur fue demolida de la misma manera unos días después y la de Amberes solo sobrevivió por más tiempo porque se dirigieron menos recursos contra ella.

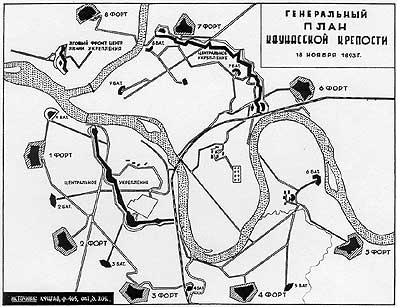
La fortaleza del anillo ruso en Kaunas, que fue abandonada por la guarnición después de que los Fuertes 1, 2 y 3 se perdieran por los asaltos alemanes en julio y agosto de 1915.

En el frente oriental, las fortificaciones poligonales también fueron rápidamente superadas por la artillería pesada. La Fortaleza de Kaunas (ahora en Lituania) era la fortificación más cara del Imperio Ruso, pero un programa de modernización estaba incompleto. En julio de 1915, los asaltos alemanes se concentraron en tres fuertes no modernizados en el sector suroeste. Tras la pérdida de estos fuertes, la guarnición abandonó toda la fortaleza, provocada por la deserción de su oficial al mando el día anterior, habiendo durado el asalto sólo once días. La fortificación austro-húngara más grande era la fortaleza de Przemyśl, que protegía la provincia de Galicia Oriental y tenía un anillo de veinticinco fortalezas poligonales modernas. Un ejército ruso invasor sitió la fortaleza, pero inicialmente carecía de artillería pesada y estaban escasos de municiones para sus cañones de campaña. Un asalto inicial de infantería en septiembre de 1914 fue rechazado con grandes pérdidas rusas, pero la fortaleza finalmente se rindió en marzo siguiente, después de que fracasaran tanto un intento de socorro como una fuga.

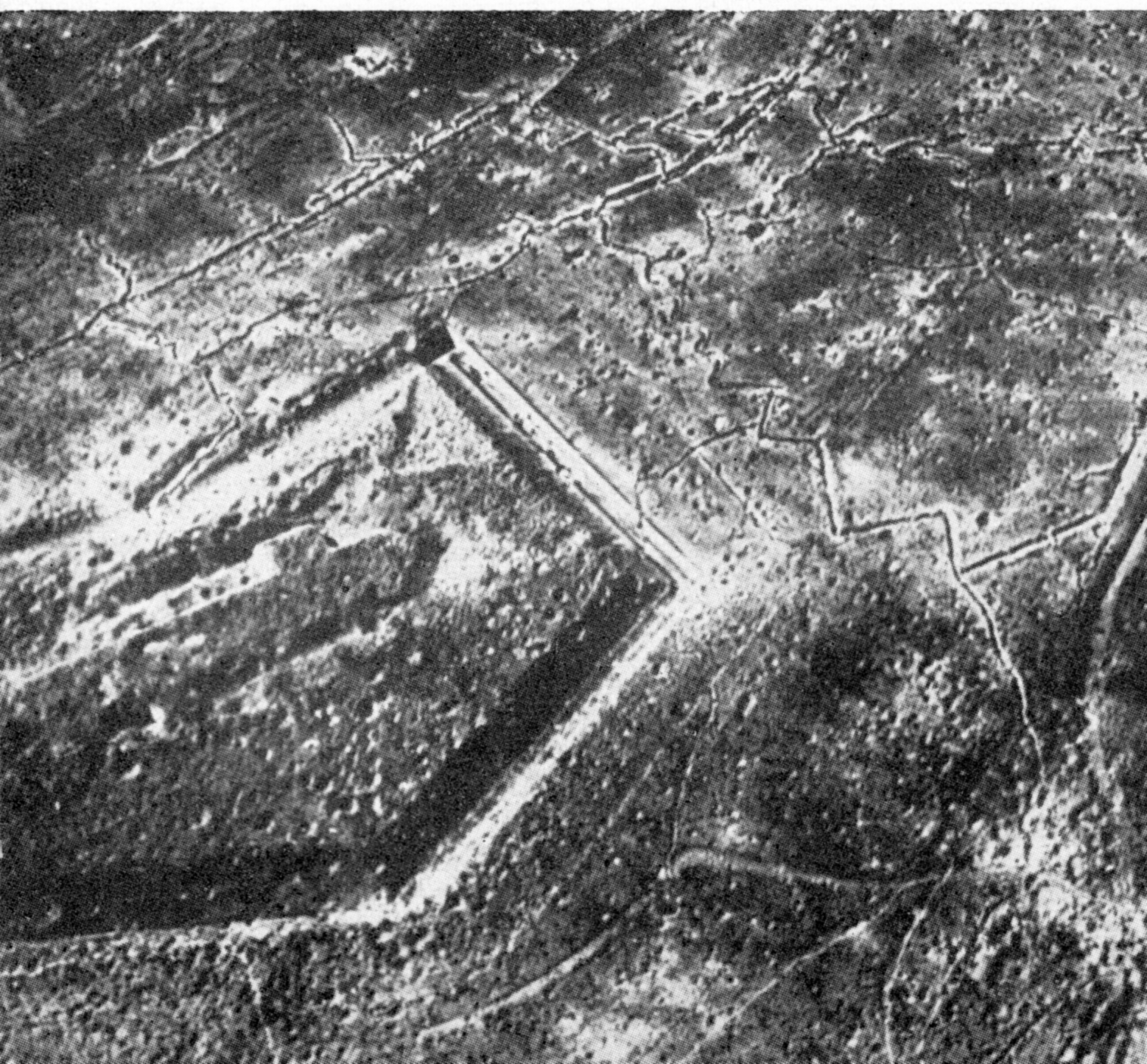
Una fotografía aérea del Fuerte Douaumont al final de la batalla de Verdún en diciembre de 1916, luego de meses de bombardeos desde ambos lados.

El alto mando francés concluyó que las fortificaciones fijas eran obsoletas e iniciaron el proceso de desarme de sus fuertes, ya que había una grave escasez de piezas de artillería media en sus ejércitos de campaña. En febrero de 1916, los alemanes comenzaron la Batalla de Verdún, con la esperanza de obligar a los franceses a derrochar sus fuerzas en costosos contraataques en un esfuerzo por recuperarla. Descubrieron que los fuertes de Verdún, que se habían mejorado recientemente con capas adicionales de hormigón y arena, eran resistentes a sus caparazones más pesados. El Fuerte Douaumont fue capturado, casi por accidente, por un pequeño grupo de alemanes que subieron a través de una tronera desatendida, el resto de los fuertes no pudo ser sometido permanentemente y la ofensiva finalmente se suspendió en julio después de grandes bajas en ambos lados.

### Acontecimientos de entreguerras
Después de la guerra, el aparente éxito de los fuertes de Verdún llevó al gobierno francés a reforzar la frontera oriental. En lugar de construir nuevos fuertes poligonales, el método elegido fue una versión desarrollada del sistema de feste alemán de puntos fuertes dispersos conectados por túneles a un cuartel subterráneo central, todo oculto en el paisaje. Este concepto lo conocen los franceses como fort palmé porque los elementos del fuerte eran análogos a los dedos de una mano. El sistema pasó a conocerse como Línea Maginot, en honor al Ministro de Guerra francés, que había iniciado el proyecto en 1930. Donde la Línea Maginot coincidía con los fuertes de Séré de Rivières, se construyeron nuevas casamatas de hormigón dentro de las antiguas obras. En Bélgica, una serie de comisiones decidió que se debería construir una nueva línea de fortificaciones en Lieja, mientras que algunas de las antiguas fortalezas deberían modernizarse. Se construyeron tres nuevos fuertes que fueron formas desarrolladas de los antiguos fuertes poligonales de Brialmont. El cuarto y mayor, el Fuerte Eben-Emael, tenía su enciente definido por el gran corte del Canal Alberto.

### Segunda Guerra Mundial
El 10 de mayo de 1940, las fuerzas alemanas atacaron los nuevos fuertes belgas, neutralizando rápidamente Eben-Emael por asalto aéreo. Los otros tres fuertes fueron bombardeados por obuses de 305 mm y bombarderos en picado y cada uno rechazó varios asaltos de infantería. Dos de los fuertes se rindieron el 21 de mayo y el último, el Fuerte de Battice, al día siguiente, habiendo sido pasado por alto por la principal ofensiva alemana. Los fuertes poligonales franceses modernizados en Maubeuge fueron atacados el 19 de mayo y se rindieron después de que sus torretas y cúpulas de observación fueran derribadas con cañones antitanques y cargas de demolición. Al final de la guerra, las fortificaciones del anillo de Metz fueron preparadas apresuradamente para la defensa por las fuerzas alemanas y fueron atacadas por el Tercer Ejército a mediados de septiembre de 1944 en la Batalla de Metz; el último fuerte se rindió casi tres meses después.